# Charles Leclerc (kierowca wyścigowy)
Charles Marc Hervé Perceval Leclerc (ur. 16 października 1997 w Monako) – monakijski kierowca wyścigowy, startujący w mistrzostwach świata Formuły 1 od sezonu 2018. Od sezonu 2019 kierowca zespołu Scuderia Ferrari, zwycięzca ośmiu wyścigów Formuły 1. Wicemistrz świata Formuły 1 (2022), a także drugi wicemistrz tej serii (2024), mistrz Formuły 2 (2017), mistrz serii GP3 (2016).
W latach 2016–2017 członek Akademii Kierowców Ferrari, uznany przez Międzynarodową Federację Samochodową (FIA) za najlepszego debiutanta sezonu dwa razy z rzędu w latach 2017–2018, zarówno w Formule 2, jak i w Formule 1. W wieku 21 lat został kierowcą zespołu Scuderia Ferrari, przez co został najmłodszym kierowcą zakontraktowanym przez ten zespół od 1961 roku.

## Życiorys

### Początki
Urodził się w rodzinie Hervé’a i Pascale Leclerców. Jego ojciec w latach 80. startował w zawodach francuskiej Formuły 3 oraz Grand Prix Monako Formuły 3. Leclerc ma dwóch braci, starszego Lorenzo i młodszego Arthura (ur. 14 października 2000), który również został kierowcą wyścigowym i w 2020 roku został przyjęty do Akademii Kierowców Ferrari.
W jednym z wywiadów Leclerc wspomniał, że mając trzy lata obserwował z okna domu swojego przyjaciela wyścig Formuły 1, w którym Michael Schumacher rywalizował z Miką Häkkinenem na zakręcie Sainte-Devote w Grand Prix Monako, a jego marzeniem stała się wtedy jazda dla Ferrari. Po raz pierwszy wsiadł do gokarta mając cztery lata, gdy ojciec zamiast do przedszkola zabrał go na tor na którym ścigał się Jules Bianchi. Właścicielem toru był ojciec Jules’a, Phillipe Bianchi, przyjaciel Hervé’a Leclerca.
Na początku kariery sportowej Leclercowi pomagał ojciec i Jules Bianchi, ale gdy miał on 14 lat jego rodzina nie miała środków na finansowanie jego dalszej kariery. Właśnie wtedy, po rekomendacji Bianchiego, który startował w tamtym czasie w GP2, w 2011 roku 14-letni Leclerc został przyjęty do programu szkoleniowego menadżera kierowców wyścigowych Nicolasa Todta, syna Jeana Todta, ówczesnego prezydenta FIA i byłego szefa Scuderia Ferrari. Leclerc otrzymał wsparcie finansowe i odpowiednie zaplecze techniczne zapewniające mu możliwość rozwoju, zaś sam Nicolas Todt został jego menadżerem.

### Formuła Renault 2.0
Po licznych sukcesach w kartingu – m.in. zwycięstwach w WSK Euro Series KF2, CIK-FIA Academy Trophy i CIK-FIA KF3 World Cup, w 2014 roku 16-letni Leclerc rozpoczął karierę w jednomiejscowych samochodach wyścigowych w Formule Renault 2.0. Podpisał także kontrakt z brytyjskim zespołem Fortec Motorsports na starty w Alpejskiej Formule Renault 2.0. Wystartował w czternastu wyścigach, w których siedmiokrotnie stawał na podium, w tym dwukrotnie zwyciężał na włoskim torze Monza. Z dorobkiem 199 punktów uplasował się na drugiej pozycji w końcowej klasyfikacji kierowców, za Holendrem Nyckiem de Vriesem. Startował również gościnnie w wybranych wyścigach Europejskiego Pucharu Formuły Renault 2.0, gdzie trzykrotnie stawał na drugim stopniu podium. Po udanym sezonie 2014 otrzymał angaż w Europejskiej Formule 3.

### Europejska Formuła 3

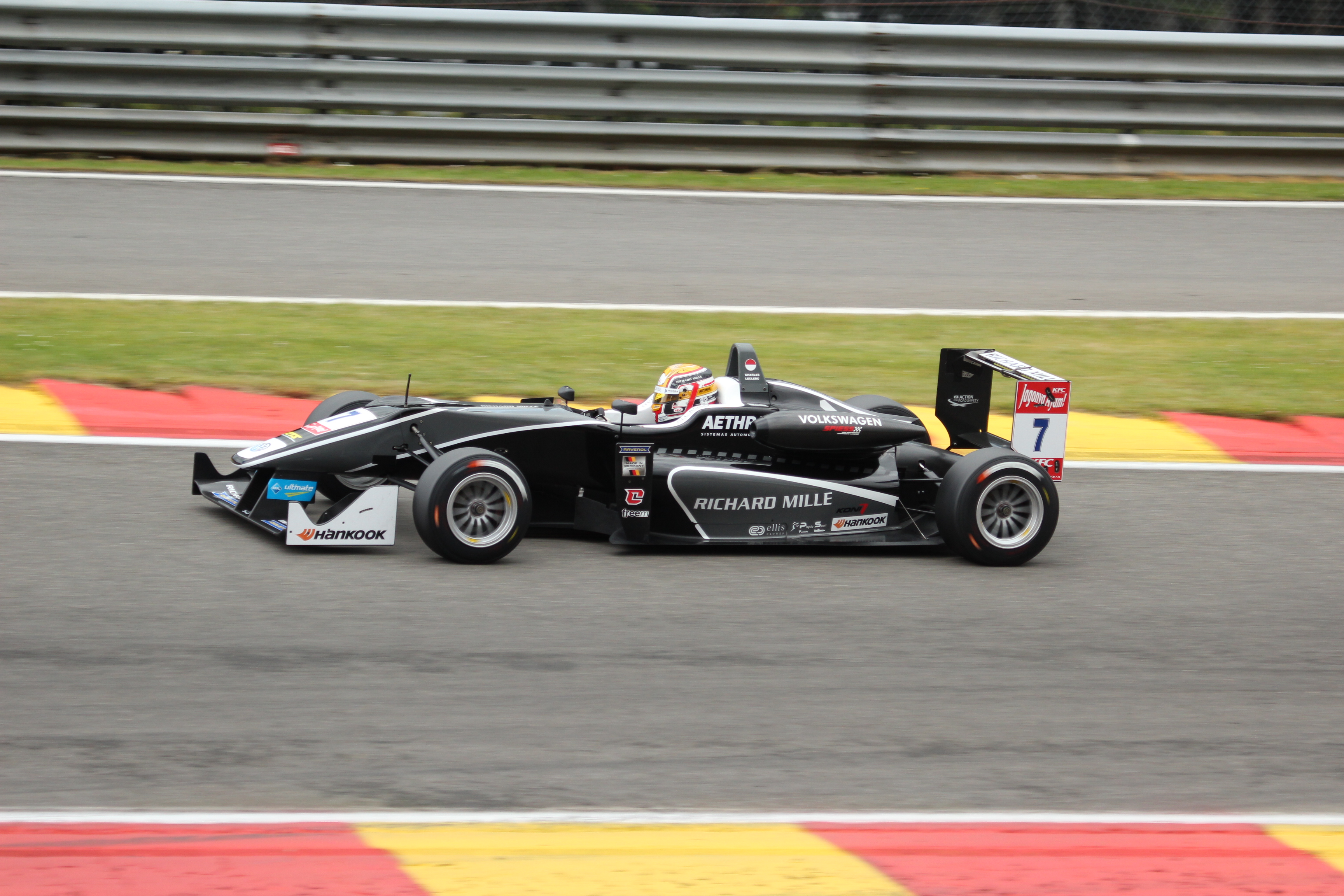
Leclerc podczas wyścigu Europejskiej Formuły 3 na torze Circuit de Spa-Francorchamps (2015)

W sezonie 2015 Europejskiej Formuły 3 Leclerc nawiązał współpracę z holenderskim zespołem Van Amersfoort Racing. Leclerc zastąpił w zespole Holendra Maxa Verstappena, który zakończył poprzedni sezon na trzecim miejscu w klasyfikacji generalnej. Monakijczyk nie ukończył debiutanckiego wyścigu po kolizji z George’em Russellem, ale stanął na podium w ośmiu kolejnych wyścigach z rzędu, co skutkowało chwilową pozycją lidera w klasyfikacji generalnej. W ciągu osiemnastu wyścigów trzynastokrotnie stawał na podium, w tym czterokrotnie na jego najwyższym stopniu. Wyraźna obniżka formy monakijskiego kierowcy nastąpiła w drugiej połowie sezonu. Począwszy od rundy na holenderskim torze Circuit Park Zandvoort Monakijczyk ani razu nie stanął na podium. Najlepiej spisał się na austriackim Red Bull Ringu oraz niemieckim Nürburgringu, gdzie był czwarty. Trzykrotnie zdobywał pole position oraz pięciokrotnie uzyskał najszybszy czas okrążenia. Na zakończenie sezonu zdobył 363,5 pkt i przegrał walkę o trzecie miejsce z bardziej doświadczonym Brytyjczykiem Jake’m Dennisem. Tym samym nie powtórzył sukcesu Verstappena z poprzedniego sezonu. Pomimo tego, Leclerc został najlepszym debiutantem serii i zwrócił uwagę zespołu Scuderia Ferrari, która przyjęła go do Akademii Kierowców Ferrari od początku 2016 roku.

Daliśmy z siebie wszystko, ale ci goście [przyp. Verstappen i Leclerc] mają wielki talent. Oczywiście to bardzo miłe, że prawdopodobnie jechali z nami [przyp. w zespole Van Amersfoort Racing] dwaj przyszli mistrzowie świata.

W listopadzie 2015 roku podczas Grand Prix Makau, zajął drugie miejsce za weteranem Formuły 3, Szwedem Felixem Rosenqvistem.

### Seria GP3

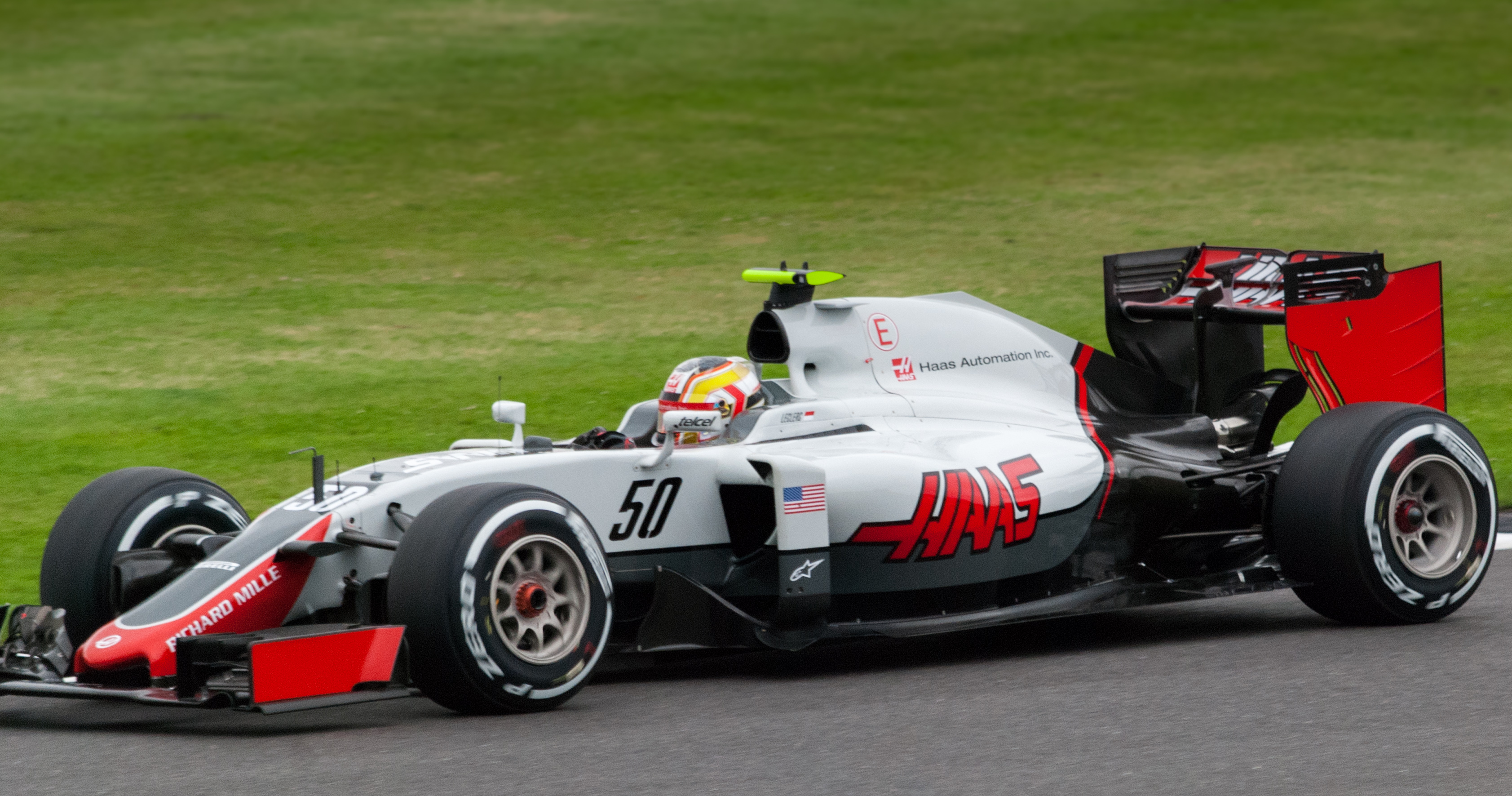
Leclerc jako kierowca testowy Haasa na torze Silverstone (8 lipca 2016)

W sezonie 2016 Leclerc podpisał kontrakt z francuskim zespołem ART Grand Prix (współzałożycielem zespołu był jego menadżer Nicolas Todt) i rozpoczął starty w serii GP3. Jego partnerami w zespole byli: Holender Nyck de Vries, Japończyk Nirei Fukuzumi i reprezentant Tajlandii Alexander Albon. Leclerc rywalizował o zwycięstwo w klasyfikacji generalnej z Albonem. Wygrał dwa wyścigi, na torze de Barcelona-Catalunya oraz Monte Carlo, a następnie w przeciągu kolejnych siedmiu wyścigów czterokrotnie meldował się na podium. Ostatnie zwycięstwo odnotował po dominacji na belgijskim torze Spa-Francorchamps. Podczas dwóch kolejnych weekendów startował w wyścigach z pole position i utrzymywał się na pozycji lidera w klasyfikacji generalnej. Ostatnie podium sezonu odnotował w pierwszym starcie na torze Sepang. Jego przewaga pozwoliła mu na utrzymanie zwycięstwa w klasyfikacji generalnej po ostatnim wyścigu na torze Yas Marina w Abu Zabi, którego zarówno on, jak i Albon nie ukończyli. W trakcie 18 wyścigów sezonu ośmiokrotnie stawał na podium, w tym trzykrotnie zwyciężał, czterokrotnie startował z pole position. Zwycięstwo w serii zadedykował Jules’owi Bianchiemu, który zmarł w lipcu 2015 roku.
W okresie trwania rywalizacji w serii GP3, w czerwcu 2016 roku, Leclerc został kierowcą testowym zespołu Formuły 1, Haas F1 Team. 8 lipca 2016 roku wziął udział w pierwszej sesji treningowej (FP1) przed Grand Prix Wielkiej Brytanii na torze Silverstone.

### Formuła 2

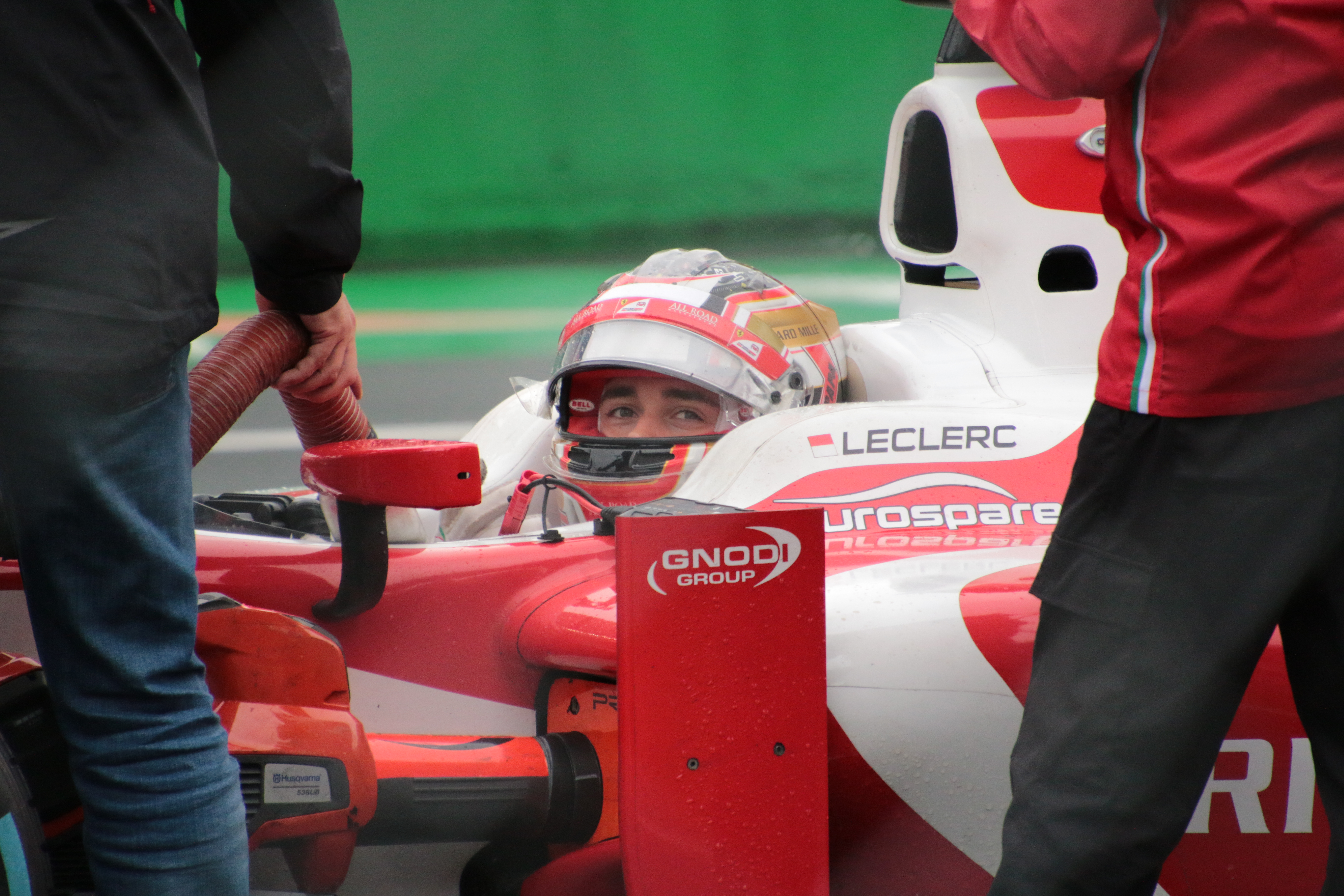
Leclerc w bolidzie Prema Racing podczas weekendu startowego Formuły 2 na Monzie (wrzesień 2017)

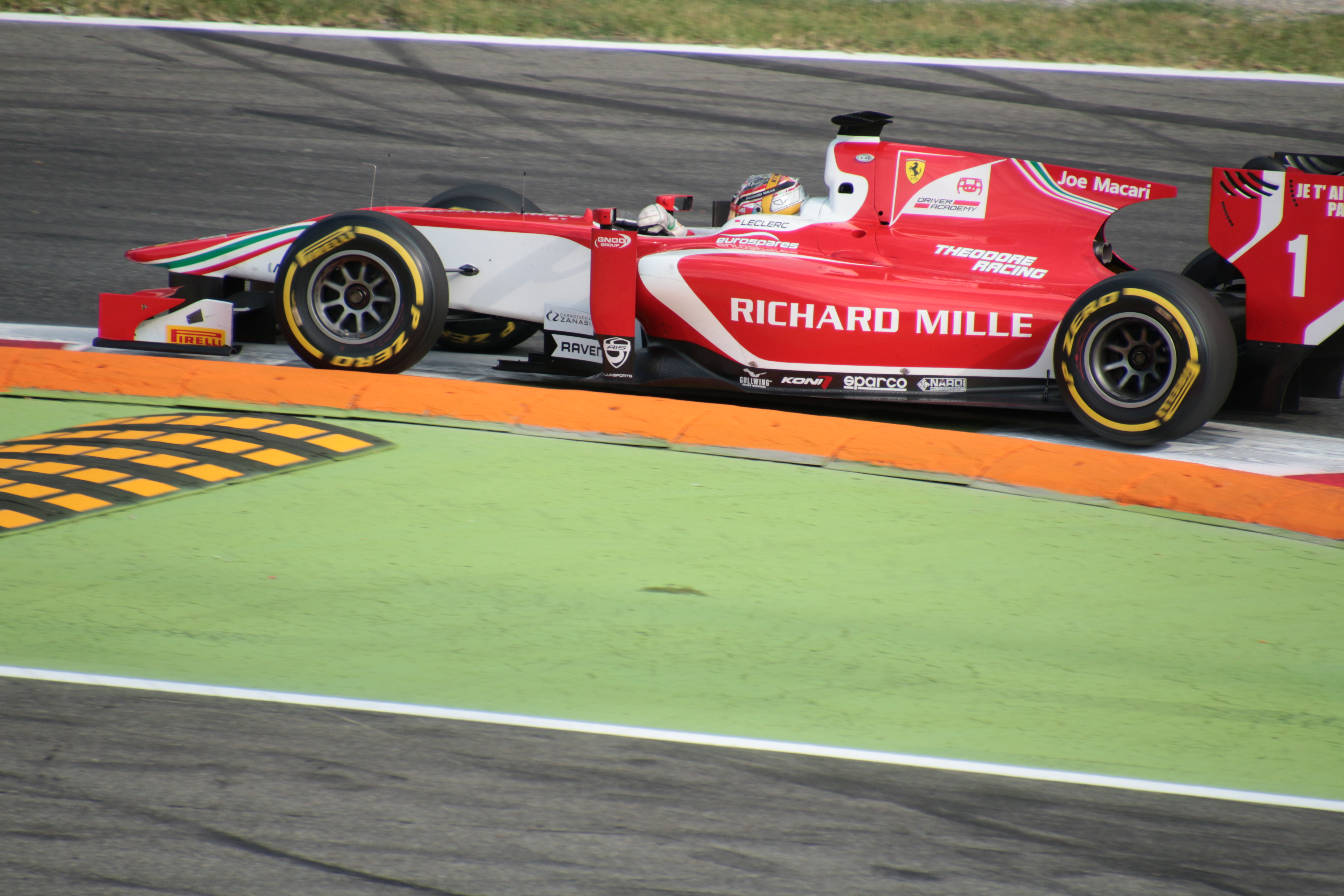
Bolid Prema Racing (2017)

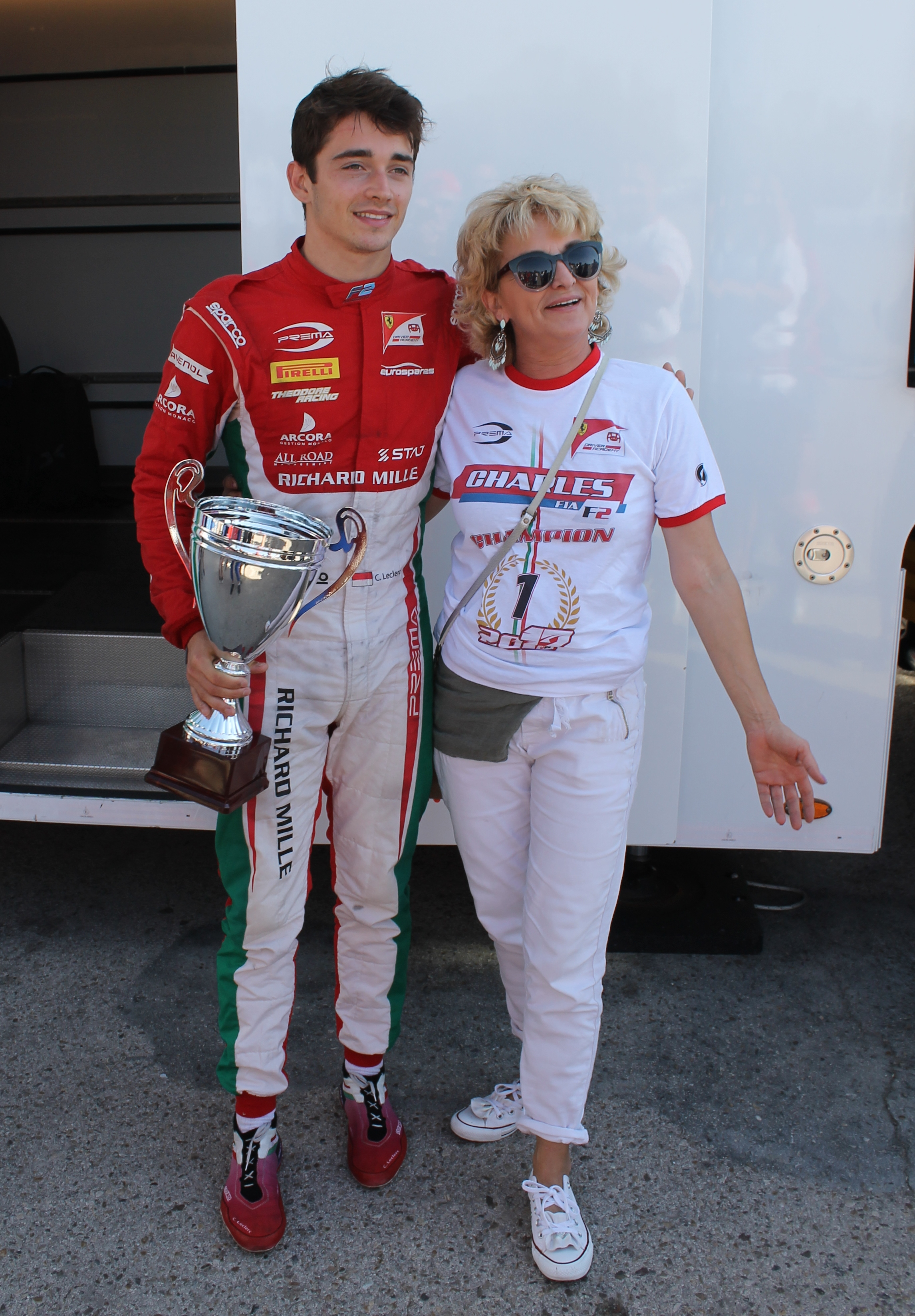
Charles Leclerc z matką Pascale po zdobyciu tytułu mistrza Formuły 2 (2017)

W sezonie 2017 brał udział w wyścigach Formuły 2, która zastąpiła serię GP2. Reprezentował barwy mistrzowskiego zespołu z Włoch powiązanego ze Scuderią Ferrari, Prema Racing, a jego partnerem był Antonio Fuoco. Już w pierwszej sesji kwalifikacyjnej sezonu, na bahrańskim torze Sakhir okazał się najszybszy. Dzień później zajął trzecie miejsce w wyścigu, a następnie odniósł pierwsze zwycięstwo w niedzielnej rywalizacji. W drugiej rundzie wyścigów na hiszpańskim torze de Barcelona-Catalunya po starcie z pole position odniósł drugą wygraną, natomiast dzień później był czwarty. W rundzie trzeciej na torze Monako nie ukończył obu wyścigów. Pomimo startu z pole position musiał wycofać się z pierwszego wyścigu z powodu awarii zawieszenia oraz z drugiego po otrzymaniu dziesięciosekundowej kary za kolizję z Francuzem Normanem Nato. Po nieudanym weekendzie w Monako zaczął regularnie stawać na podium oraz odniósł trzy zwycięstwa w trzech kolejnych weekendach startowych, na torze Bakı Şəhər Halqası w azerskim Baku, austriackim Red Bull Ringu oraz brytyjskim Silverstone. Pomimo pozytywnych rezultatów na torze, Leclerc przeżywał w tym czasie osobistą tragedię. Jego ojciec Hervé zmarł po długiej chorobie tuż przed wyścigiem w Baku, ale ten nie zrezygnował ze startu i zdominował rywalizację. Następnie w siódmej rundzie zmagań na węgierskim Hungaroringu dobra passa sportowa Leclerca została przerwana. Pomimo zdobycia pole position jego czas z kwalifikacji został anulowany, a Leclerc zdyskwalifikowany za zbyt lekki bolid. W sobotnim wyścigu pomimo startu z końca stawki awansował na czwarte miejsce i ten sam rezultat powtórzył dzień później. Leclerc po raz kolejny startował z pole position w sobotnim wyścigu na belgijskim torze Spa-Francorchamps, który pierwotnie wygrał, ale po raz kolejny został zdyskwalifikowany – tym razem za „nadmierne zużycie deski podpodłogowej”, wykazane przez standardowe badanie kontrolne bolidu po wyścigu. Kolejnego dnia zajął piąte miejsce. W dziewiątej rundzie, na włoskim torze Monza Leclerc walczył z Lucą Ghiotto o prowadzenie po restarcie wyścigu na mokrym torze, ale popełnił błąd i wypadł z toru, a następnie rozbił bolid na barierze ochronnej. W niedzielnym wyścigu zajął miejsce 9. Dopiero na hiszpańskim torze Jerez de la Frontera monakijski kierowca przełamał złą passę i po starcie z pole position i pojedynku ze swoim bezpośrednim rywalem o mistrzostwo, Brytyjczykiem Oliverem Rowlandem, odniósł szóste zwycięstwo w sezonie, które zapewniło mu triumf w klasyfikacji generalnej mistrzostw Formuły 2. Z kolei w niedzielnej rywalizacji sprinterskiej był siódmy. Leclerc zapewnił sobie tytuł na trzy wyścigi przed zakończeniem sezonu w swoim debiutanckim sezonie w serii. Swój tytuł zadedykował zmarłemu ojcu, który przegrał walkę z chorobą w czerwcu 2017 roku, podczas, gdy młody Leclerc rywalizował podczas wyścigów w Baku. Po zdobyciu mistrzostwa, Leclerc stwierdził, że nie chce już dedykować swoich kolejnych tytułów, gdyż wraz z jego kolejnym tytułem honoruje nim kolejną bliską mu zmarłą osobę.

Oczywiście miałem kilka upadków w sezonie, kilka po stronie wyścigowej, ale przede wszystkim oczywiście po stronie osobistej, po stracie ojca. Zdobycie mistrzostwa jest dla mnie niesamowitym sposobem na uhonorowanie go i właściwie to chciałbym ten tytuł zadedykować jemu. Wolałbym w przyszłości nie dedykować już żadnych innych tytułów.

Sezon zakończył triumfem w sprinterskim wyścigu na torze w Yas Marina Circuit w Abu Zabi, czym pobił rekord sześciu wygranych w sezonie należącym do Belga Stoffela Vandoorne’a. Ponadto jako pierwszy kierowca w historii Formuły 2 siedmiokrotnie startował z pole position, a sięgając po tytuł już w pierwszym roku startów powtórzył tym wyczyn dwóch Niemców Nico Rosberga i Nico Hülkenberga oraz Brytyjczyka Lewisa Hamiltona.
W trakcie rywalizacji w Formule 2 Leclerc był kierowcą testowym dwóch zespołów Formuły 1. Podczas dwudniowych, nieoficjalnych testów zadebiutował na początku sierpnia 2017 roku w bolidzie Scuderia Ferrari. Podczas pierwszego dnia testów na Hungaroringu prowadził Ferrari SF70H i był najszybszy wśród innych kierowców, którzy także pretendowali objęcia angażów w Formule 1 w kolejnych sezonach. Rywalizował m.in. z Landem Norrisem (McLaren) i wracającym po latach Robertem Kubicą (Renault). Nie został dopuszczony do udziału podczas drugiego dnia testów. Z kolei już po zakończeniu sezonu Formuły 2, w listopadzie 2017 roku, Leclerc odbył testy na torze w Abu Zabi dla zespołu Sauber F1 Team, który jak się potem okazało zaproponował mu angaż na sezon 2018.
Na zakończenie sezonu został ogłoszony przez FIA najlepszym debiutantem sezonu (ang. Rookie of the Year).

### Formuła 1
Do końca 2017 roku Charles Leclerc jako członek Akademii Kierowców Ferrari był kierowcą testowym w trzech zespołach Formuły 1: Scuderia Ferrari oraz Haas F1 i Sauber F1 Team, które były biznesowo powiązane z Ferrari.

#### Alfa Romeo Sauber F1 Team (2018)

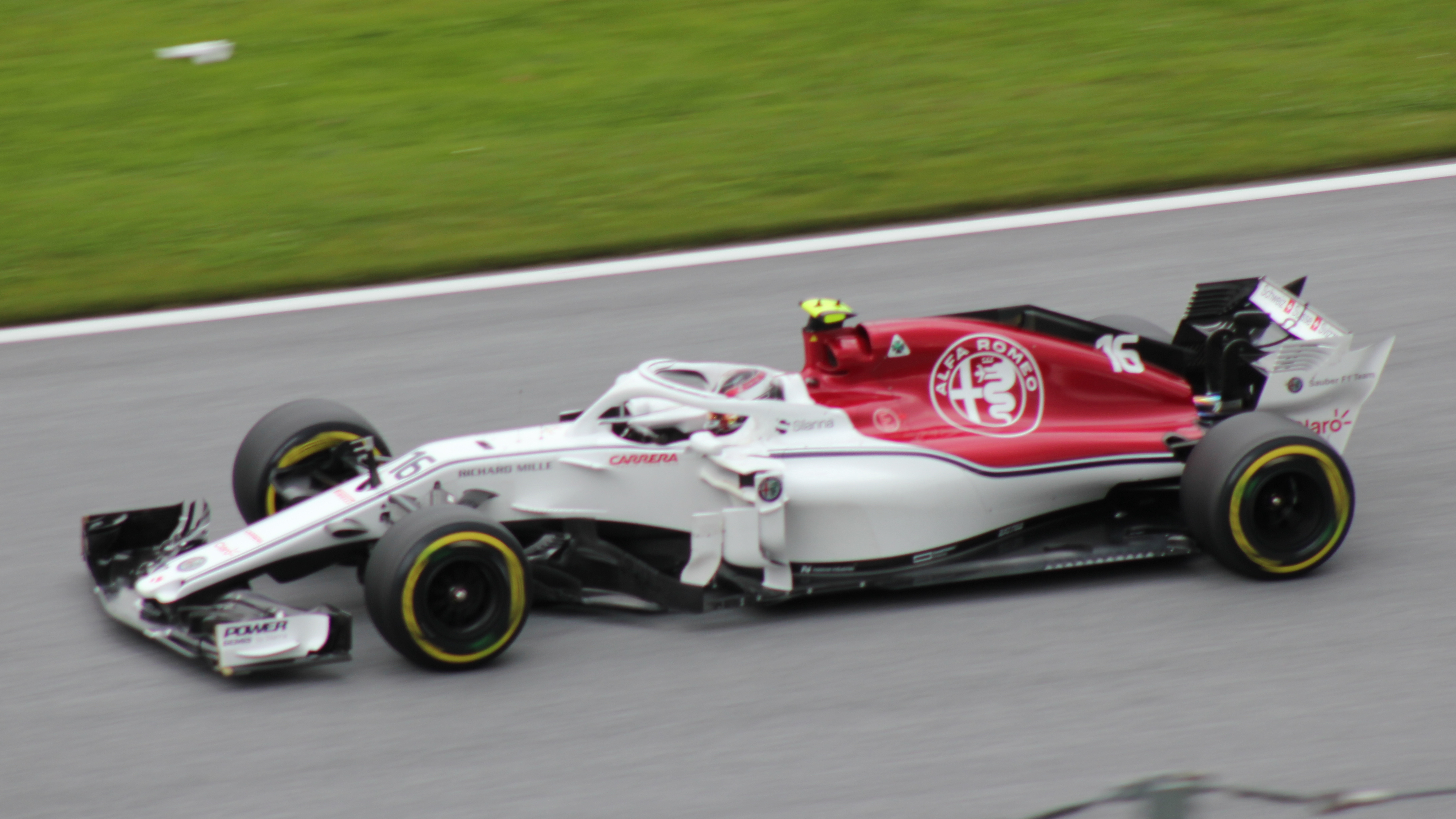
Leclerc w bolidzie Alfa Romeo Sauber F1 Team podczas wyścigu Formuły 1 w Grand Prix Austrii 2018

W czerwcu 2017 roku, skłamał swojemu umierającemu ojcu, że dostał angaż do Formuły 1 i zadebiutuje tam w kolejnym sezonie, choć wtedy nie miał jeszcze kontraktu. Później okazało się to prawdą i w grudniu 2017 roku Leclerc został ogłoszony kierowcą Alfa Romeo Sauber F1 Team na sezon 2018 Formuły 1. Jego partnerem w zespole został Szwed Marcus Ericsson. Najwyższym miejscem w sezonie była dla niego szósta lokata podczas Grand Prix Azerbejżdzanu na torze Bakı Şəhər Halqası w Baku. Na 21 wyścigów dziesięciokrotnie zdobywał punkty tj. zajmował lokaty w pierwszej dziesiątce wyścigów, nie ukończył sześciu z nich. W Grand Prix Monako w jego bolid uderzył Brendon Hartley, następnie w Grand Prix Wielkiej Brytanii mechanicy Alfy Romeo nie dokręcili koła jego bolidu podczas pit stopu, przez co Leclerc musiał się zatrzymać. Z kolei tuż po starcie Grand Prix Węgier znalazł się w środku kolizji pomiędzy bolidami Racing Point i zniszczenia jego bolidu nie pozwoliły na kontynuację wyścigu. Najbardziej niebezpieczną sytuacją na torze, która spowodowała odpadnięcie Leclerca z wyścigu był wypadek na pierwszym zakręcie Grand Prix Belgii, w którym Nico Hülkenberg z Renault uderzył w tył bolidu Fernando Alonso z McLarena, który wzbił się do góry i spadł na bolid Leclerca. Leclerc nie odniósł żadnych obrażeń. Raport FIA z dochodzenia po wypadku zawierał informację o tym, że bezpieczeństwo Leclerca w momencie uderzenia zapewnił system Halo, który został wprowadzony, aby w momencie wypadku chronić kierowcę przed urazami głowy, które były m.in. przyczyną śmierci Jules’a Bianchiego po wypadku w Grand Prix Japonii 2014.
Na zakończenie sezonu Leclerc po raz drugi z rzędu został ogłoszony przez FIA najlepszym debiutantem sezonu (ang. Rookie of the Year) (w poprzednim sezonie był debiutantem w Formule 2) i zajął 13. miejsce w klasyfikacji generalnej z dorobkiem 39 punktów pokonując przy tym kolegę z zespołu aż o 30 punktów.

#### Scuderia Ferrari (2019–)

##### 2019

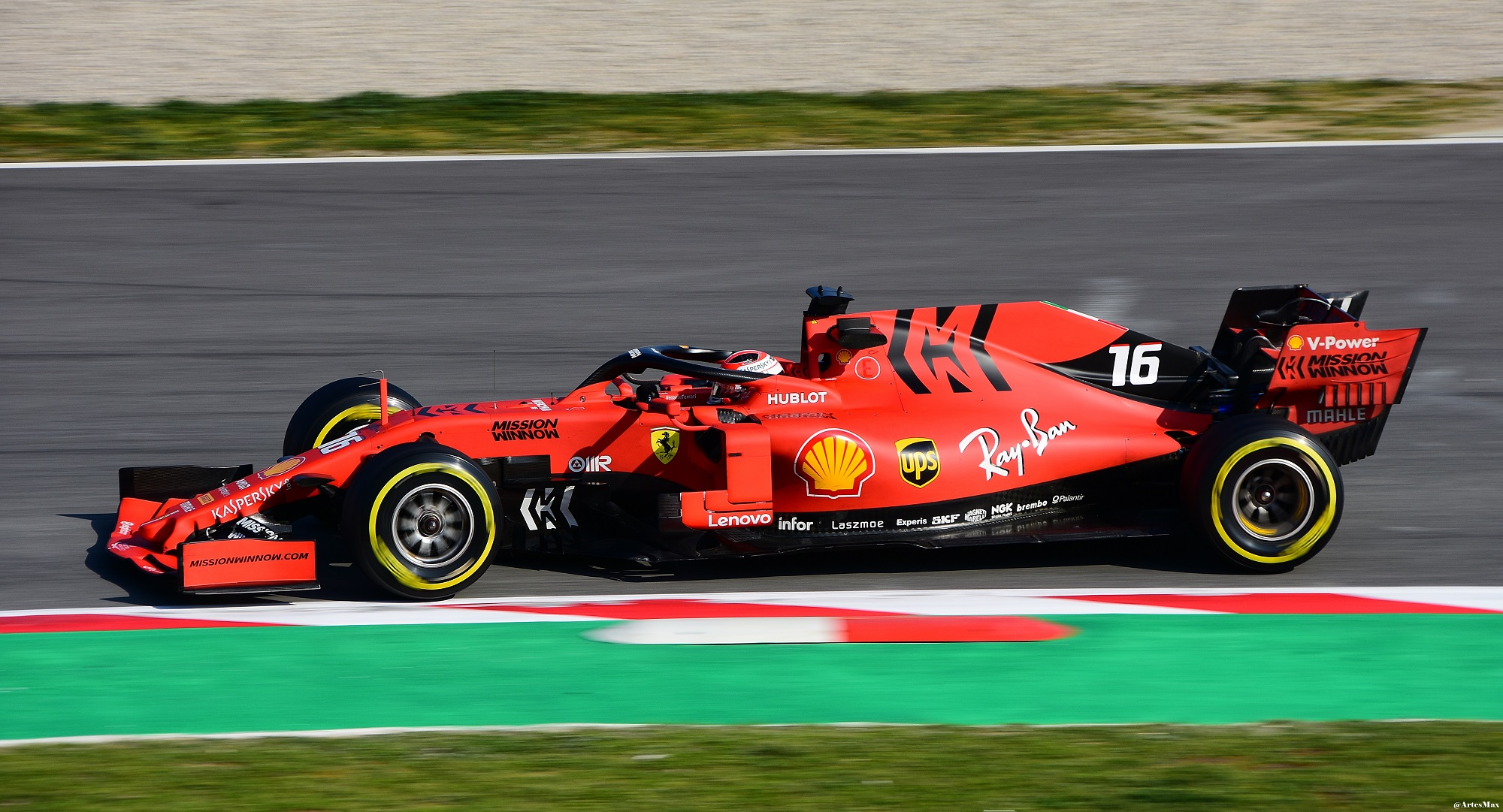
Leclerc w bolidzie Scuderia Ferrari podczas testów przedsezonowych w Barcelonie (2019)

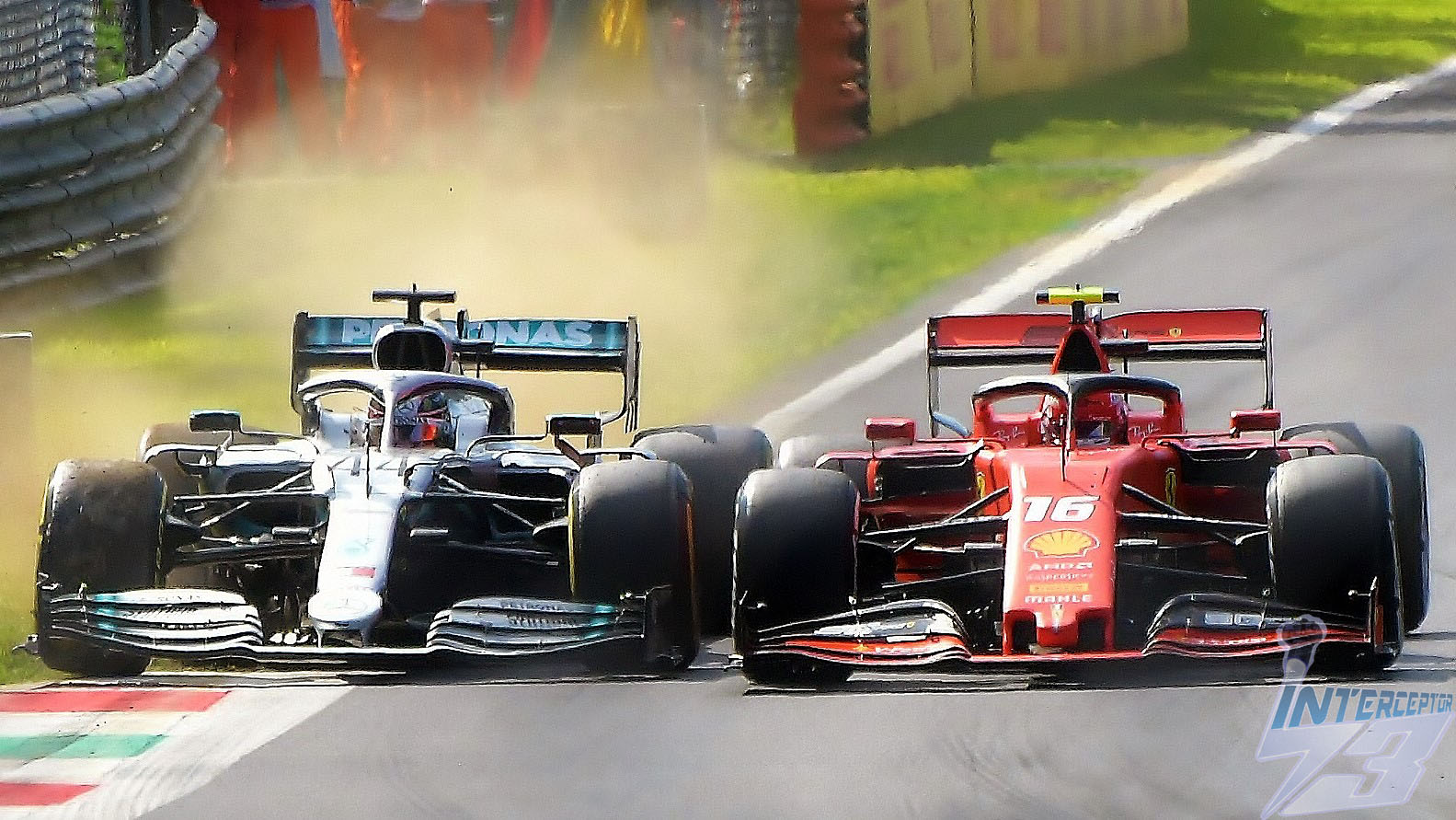
Starcie z Lewisem Hamiltonem podczas Grand Prix Włoch 2019 na torze Monza

11 września 2018 roku Leclerc został potwierdzony jako kierowca zespołu Scuderia Ferrari na sezon 2019. Zastąpił on Kimiego Räikkönena, który przeniósł się do Alfy Romeo. Leclerc został najmłodszym kierowcą zakontraktowanym przez ten zespół od 1961 roku. W barwach nowego zespołu wziął udział w nieoficjalnych testach na torze Yas Marina w Abu Zabi po zakończeniu sezonu 2018, gdzie podczas drugiego dnia osiągnął najlepszy czas. Jego partnerem w zespole był utytułowany Niemiec, czterokrotny mistrz świata Sebastian Vettel.
Leclerc po raz pierwszy oficjalnie poprowadził bolid Scuderia Ferrari w sezonie 2019 na oficjalnych, przedsezonowych testach w Barcelonie w lutym i był tego dnia najszybszy. W pierwszej rundzie sezonu, podczas Grand Prix Australii zajął piąte miejsce. W kolejny weekend startowy podczas Grand Prix Bahrajnu wywalczył pierwsze pole position w Formule 1 w karierze. Po starcie stracił kilka pozycji, ale wrócił do walki o zwycięstwo z kierowcami Mercedesa. Podczas wyścigu zanotował najszybszy czas okrążenia i dominował w wyścigu, ale ze względu na awarię silnika tuż przed metą wyprzedził go Lewis Hamilton i Valtteri Bottas. Monakijczyk zajął trzecie miejsce i 31 marca 2019 roku po raz pierwszy stanął na podium wyścigu Formuły 1. Było to drugie podium dla kierowcy pochodzącego z Monako w wyścigach zaliczanych do cyklu mistrzostw świata Formuły 1. Pierwsze zdobył Louis Chiron, zajmując trzecie miejsce w Grand Prix Monako w sezonie 1950. W kolejnych trzech wyścigach Leclerc zajmował piąte miejsce, przy czym podczas Grand Prix Azerbejdżanu ustanowił najszybszy czas okrążenia. W szóstej rundzie mistrzostw, nie ukończył Grand Prix Monako, ale przez kolejne cztery wyścigi z rzędu stawał na podium. W Kanadzie i Francji kończył rywalizację na trzecim miejscu, następnie wywalczył pole position i drugą lokatę w Grand Prix Austrii ustępując jedynie Maxowi Verstappenowi z Red Bull Racing, a dobrą passę zakończył trzecim miejscem w Grand Prix Wielkiej Brytanii, gdyż w rundzie jedenastej mistrzostw świata, nie ukończył Grand Prix Niemiec 2019 po uderzeniu w bandę. Następnie po zajęciu czwartej lokaty na torze Hungaroring w czterech kolejnych wyścigach ruszał z pole position. Pierwsze dwa z nich wygrał. Pierwszym zwycięstwem w jego karierze w Formule 1 było Grand Prix Belgii na torze Spa-Francorchamps, gdzie pokonał Hamiltona i Bottasa. Jego triumf był poprzedzony tragicznym wypadkiem podczas sobotniej rywalizacji w Formule 2, kiedy to podczas wyścigu zginął przyjaciel Leclerca, Anthoine Hubert. Kierowcy Formuły 1, w tym Monakijczyk, byli świadkami śmiertelnego wypadku, ale pomimo tego nie odwołano wyścigu. Swoje pierwsze zwycięstwo w Formule 1 Leclerc zadedykował Hubertowi.

Pierre [przyp. Gasly] powiedział mi, że muszę wygrać w niedzielę dla Anthoine′a, i oczywiście też tego chciałem. Udało mi się tego dokonać, co było bardzo wyjątkowe, ale także bardzo trudne, ponieważ po raz pierwszy doświadczyłem jazdy na tym samym torze, gdzie straciłem bliską osobę (...)

Podczas kolejnego weekendu startowego Leclerc wygrał Grand Prix Włoch na torze Monza przed Bottasem i Hamiltonem. Następnie zajął drugie miejsce za kolegą z zespołu, Sebastianem Vettelem w Grand Prix Singapuru oraz miejsce trzecie w Grand Prix Rosji za oboma kierowcami Mercedesa. Po nieudanym wyścigu w Japonii był najszybszy w kwalifikacjach w Meksyku i pomimo zajęcia czwartej lokaty ustanowił najszybsze okrążenie wyścigu. To samo miejsce i najszybsze okrążenie rywalizacji ustanowił także w Grand Prix Stanów Zjednoczonych na torze Americas w Austin. Nieudanie zakończył się dla niego wyścig w Brazylii, gdzie został sklasyfikowany tylko dlatego, że przejechał 90% wyścigu. Podczas wyścigu, sześć okrążeń przed końcem, doszło do kolizji dwóch bolidów Scuderia Ferrari po próbie wyprzedzenia Leclerca przez Vettela. Oba bolidy odpadły z wyścigu, a kierowcy przeprosili za incydent. Leclerc zakończył sezon trzecim miejscem w Grand Prix Abu Zabi, które przypieczętowało jego czwarte miejsce w klasyfikacji generalnej z dorobkiem 264 punktów. Ogółem, w sezonie 2019, Charles Leclerc na 21 wyścigów 10-krotnie stawał na podium w tym dwukrotnie wygrywał. Siedmiokrotnie startował z pole position i czterokrotnie ustanawiał najszybsze okrążenia wyścigów.
W grudniu 2019 roku przedłużył kontrakt ze Scuderia Ferrari do 2024 roku.

##### 2020

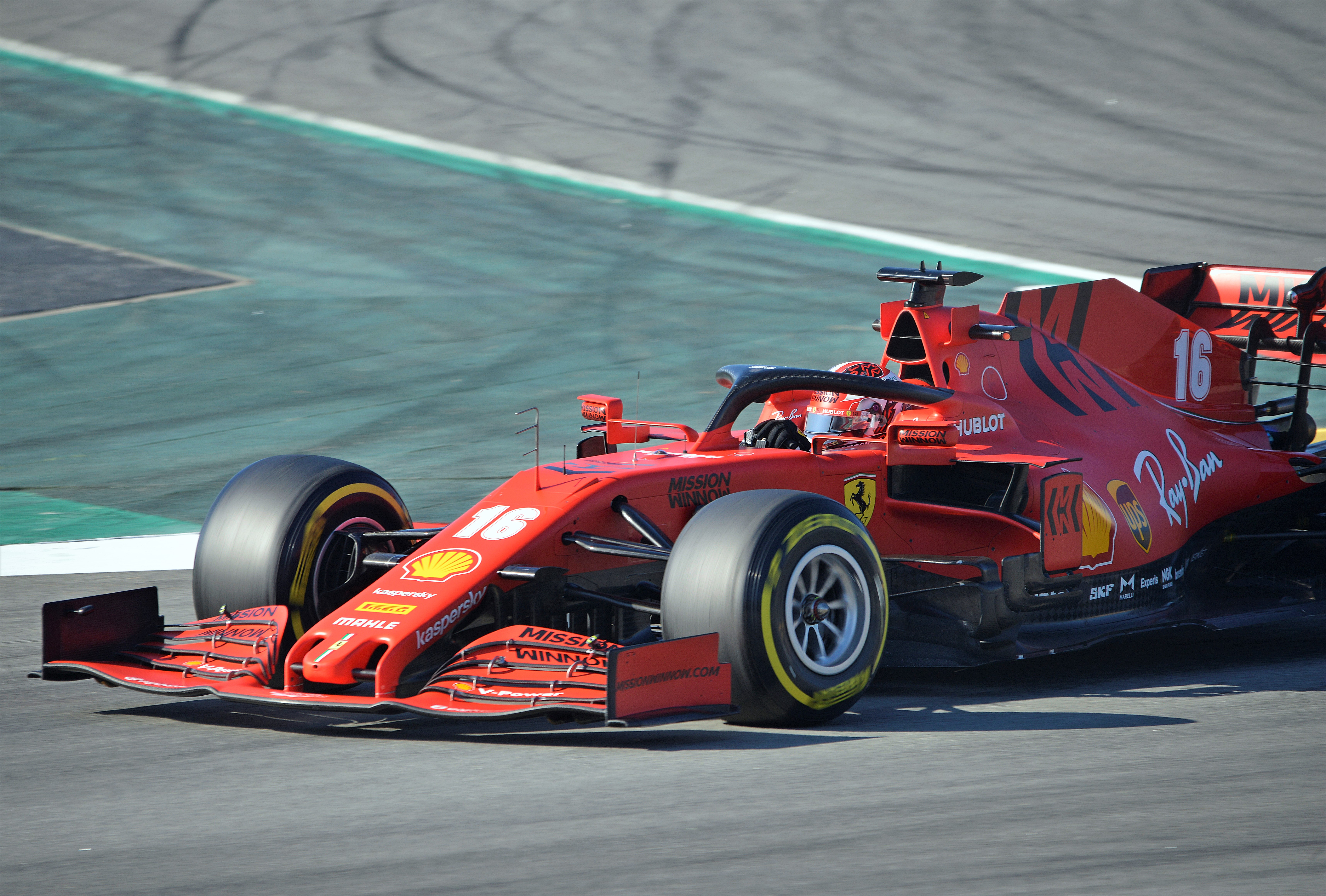
Leclerc w bolidzie Ferrari SF1000 podczas testów przedsezonowych w Barcelonie (luty 2020)

18 stycznia 2020 roku, przed rozpoczęciem sezonu, Charles Leclerc został uhonorowany monakijskim wyróżnieniem Medalem Honorowym przez przewodniczącego Rady Narodowej Stéphane′a Valeriego.
Sezon 2020 był krótszy i rozpoczął się z opóźnieniem ze względu na wybuch ogólnoświatowej pandemii COVID-19. Był to również trudny sezon dla zespołu Scuderia Ferrari, który skonstruował mniej konkurencyjny bolid, którym trudno było osiągać oczekiwane rezultaty. Miało to związek ze zmianami w jednostce napędowej, które wymusiła decyzja FIA po przeprowadzeniu dochodzenia, które miało wyjaśnić, czy Ferrari złamało przepisy przy budowie silnika bolidu na sezon 2020. W lutym 2020 roku FIA ogłosiła, że dochodzenie zakończyło się po „osiągnięciu porozumienia” z zespołem, ale warunki konsensusu nie zostały upublicznione. Szef Scuderii Ferrari, Mattia Binotto stwierdził, że upublicznienie tych danych spowodowałoby wyjawienie wrażliwych informacji o konstrukcji ich bolidu.
W trakcie sezonu jednostce napędowej Ferrari brakowało mocy, przez co obydwaj kierowcy Scuderii Ferrari osiągali gorsze rezultaty niż w poprzednim sezonie, jednak to Leclerc regularnie zajmował wyższe lokaty niż jego bardziej doświadczony partner z zespołu. Zwycięstwa w wewnętrznej walce kierowców oraz podpisanie przez Leclerca długoterminowego kontraktu ze Scuderią Ferrari na koniec poprzedniego sezonu spowodowały, że umocnił swoją pozycję „wschodzącej gwiazdy” w teamie.
Pomimo tego, że bolid Ferrari SF1000 był uznawany za jedną z najgorszych konstrukcji Scuderiii Ferrari w historii, to Leclerc dwukrotnie w sezonie stawał na podium, przy czym ani razu nie startował z pole position. Pierwsze podium zanotował w pierwszym z dwóch otwierających sezon wyścigów w Austrii, gdzie awansował o pięć lokat względem pozycji startowej i przegrał jedynie z Bottasem z Mercedesa. Drugim podium zakończył się dla niego pierwszy z dwóch wyścigów na Silverstone, czyli Grand Prix Wielkiej Brytanii w czwartej rundzie mistrzostw.
Leclerc w 17 wyścigach punktował dziesięciokrotnie, nie ukończył czterech wyścigów. W klasyfikacji generalnej zgromadził 98 punktów i zajął ósme miejsce, przy czym pokonał swojego partnera z zespołu aż o 65 punktów.

##### 2021

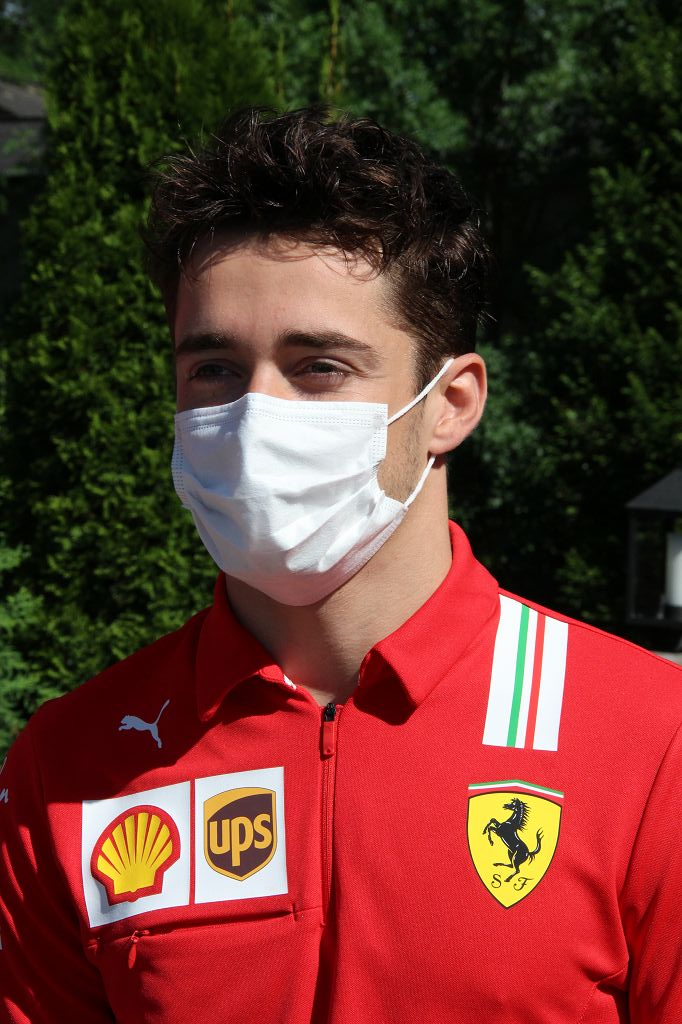
Leclerc podczas Grand Prix Styrii (lipiec 2021)

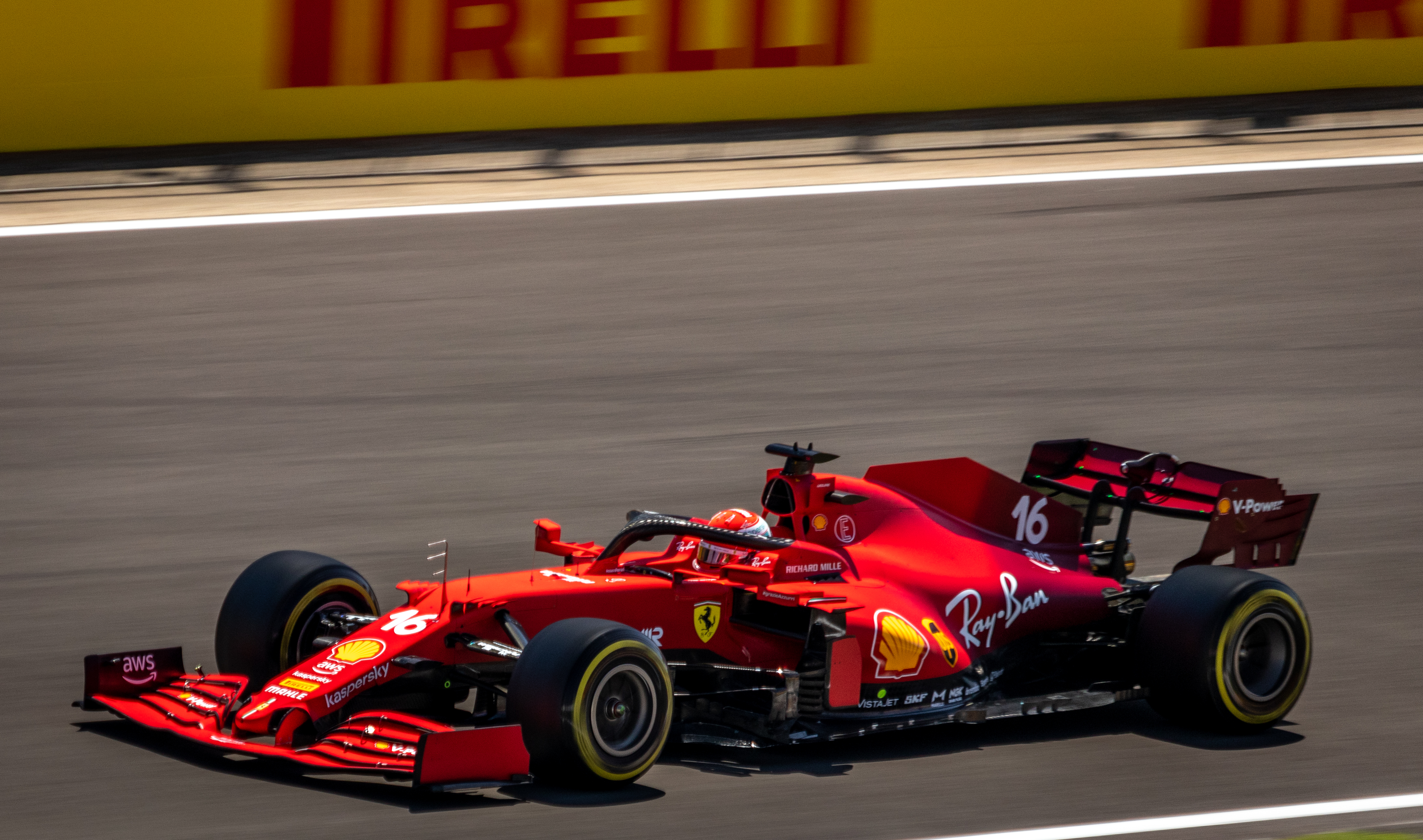
Grand Prix Wielkiej Brytanii 2021

W sezonie 2021 partnerem zespołowym Leclerca został Hiszpan Carlos Sainz Jr. W pierwszych czterech wyścigach Leclerc zajmował naprzemiennie szóste i czwarte miejsce. Scuderia Ferrari zaskoczyło dobrą formą w treningach i kwalifikacjach do Grand Prix Monako, gdzie zarówno Sainz, jak i Leclerc osiągali czołowe lokaty. W kwalifikacjach Leclerc uzyskał najlepszy czas i zdobył pole position, jednak tuż przed zakończeniem trzeciej części kwalifikacji rozbił swój bolid na bandzie ochronnej, przez co kwalifikacje zostały zakończone i żaden z kierowców nie mógł dokończyć ostatnich okrążeń pomiarowych. Było to pierwsze pole position kierowcy Ferrari od 2019 roku. W niedzielę rano, na kilka godzin przed wyścigiem, Scuderia Ferrari podało informację, że Leclerc wystartuje z pole position, gdyż skrzynia biegów nie musiała być wymieniona i kierowca uniknie kary przesunięcia o pięć pozycji. Jednak tuż po wyjeździe z garażu przed wyścigiem okazało się, że skrzynia biegów ma defekt i Leclerc nie wystartuje w wyścigu. W kolejnej rundzie mistrzostw w Baku, po raz drugi z rzędu startował pole position, ale w trakcie rywalizacji nie był w stanie utrzymać dobrego tempa wyścigowego. Ostatecznie, na ostatnich okrążeniach wyścigu, tuż po jego restarcie, stoczył walkę o podium z Pierrem Gaslym, którą ostatecznie przegrał zajmując czwartą lokatę. Dobrą passę przerwał podczas startu w Grand Prix Francji, gdzie na torze Paula Ricarda zajął dopiero 16. miejsce, przy czym podczas tego samego weekendu obserwował jak jego młodszy brat Arthur wygrywał swój pierwszy wyścig F3 w karierze. Następnie Leclerc zajmował punktowane miejsca pod koniec pierwszej dziesiątki w dwóch kolejnych wyścigach w Austrii, ale na pierwsze podium w sezonie czekał aż do dziesiątej rundy mistrzostw. Podczas Grand Prix Wielkiej Brytanii na torze Silverstone zajmował czwarte miejsce zarówno w kwalifikacjach, jak i sobotnim sprincie kwalifikacyjnym, ale w niedzielnym wyścigu stanął na drugim stopniu podium. Po kolizji dwóch faworytów, Verstappena i Hamiltona objął prowadzenie w wyścigu na pierwszym okrążeniu i stracił je na rzecz Hamiltona tuż przed rozpoczęciem ostatniego. Podczas wyścigu Leclerc borykał się z problemami z przerywającym silnikiem i przez kilka ostatnich okrążeń skutecznie odpierał atak Hamiltona, który dysponował lepszym tempem. Jego jazda została doceniona przez kibiców, którzy wybrali go kierowcą dnia (ang. Driver of the day). W kolejnym wyścigu, w Grand Prix Węgier odpadł z rywalizacji w dużej kraksie na pierwszym zakręcie pierwszego okrążenia, kiedy to w jego bolid uderzył Lance Stroll. Do końca sezonu 2021 zdobywał punkty w 10 z 11 wyścigów w tym trzykrotnie plasując się tuż za podium. Leclerc zakończył sezon na siódmym miejscu w klasyfikacji generalnej z dorobkiem 159 punktów, dwie lokaty za drugim kierowcą zespołu Scuderia Ferrari, Carlosem Sainzem Jr..

##### 2022

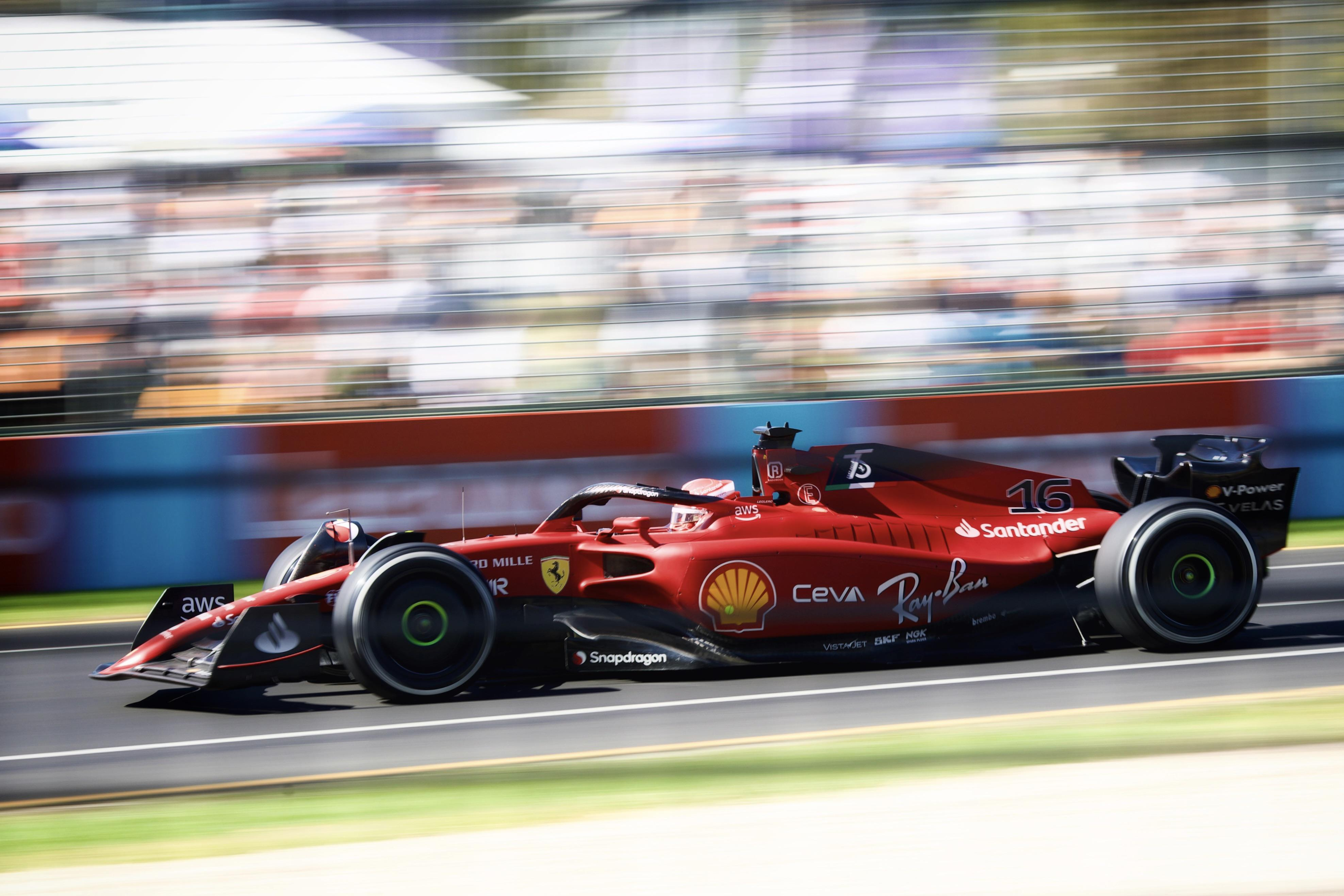
Leclerc w bolidzie Ferrari F1-75 podczas Grand Prix Australii 2022

W sezonie 2022 doszło do dużych zmian w regulaminie i konstrukcji bolidów Formuły 1. Samochody zostały wyposażone w większe opony, twardsze zawieszenie oraz nową konstrukcję aerodynamiczną przez co doszło do zmian w układzie sił w stawce zespołów. Scuderia Ferrari zaprezentowała bolid Ferrari F1-75, który wyróżniał się szerokimi elementami aerodynamicznymi i swoją szybkością na tle innych zespołów podczas przedsezonowych testów w Bahrajnie. Leclerc określił przygotowania do sezonu jako „najpłynniejsze w jego karierze”, a dobrą formę potwierdził podczas pierwszego weekendu wyścigowego. W Grand Prix Bahrajnu startował z pole position i wygrał wyścig z najlepszym okrążeniem po rywalizacji z Maxem Verstappenem, który ostatecznie nie dojechał do mety po defekcie silnika. Drugie miejsce zajął Sainz, dzięki czemu Scuderia Ferrari zdobyła pierwszy dublet swoich kierowców od 2019 roku. W drugim wyścigu sezonu, podczas Grand Prix Arabii Saudyjskiej Leclerc ruszał z drugiego pola i prowadził przez większość wyścigu. Na ostatnich okrążeniach walczył o zwycięstwo z Verstappenem wykorzystując w walce system DRS, przez co żaden z nich nie chciał być z przodu przed długą prostą na której można było skutecznie wyprzedzić rywala tuż przed metą. Ostatecznie zajął drugie miejsce i zanotował najszybsze okrążenie, utrzymując się tym samym na pozycji lidera klasyfikacji generalnej mistrzostw. W Grand Prix Australii 2022 zdobył tzw. wielkiego szlema, czyli zdobył pole position, najszybsze okrążenie oraz wygrał wyścig prowadząc przez wszystkie okrążenia. W czwartej rundzie mistrzostw podczas deszczowego sprintu wyprzedził na starcie Verstappena, ale stracił prowadzenie tuż przed końcem. W wyścigu głównym o Grand Prix Emilii-Romanii 2022 był bliski podium, ale ostatecznie zajął szóstą lokatę po błędzie i uderzeniu w bandę na kilka okrążeń przed końcem. Na tym etapie mistrzostw utrzymał 24-punktową przewagę w klasyfikacji generalnej.
2023
W 2023 roku Charles Leclerc kontynuował swoje imponujące występy, zdobywając pięć pole position i sześć miejsc na podium. Mimo tych osiągnięć nie udało mu się wygrać żadnego wyścigu, kończąc sezon na 5. miejscu z 206 punktami. Najlepsze wyniki uzyskał na drugich miejscach w Austrii, Las Vegas i Abu Dhabi.
2024
W sezonie 2024 Leclerc utrzymał wysoką formę, ale Ferrari minimalnie przegrało w walce o tytuł mistrzowski konstruktorów, kończąc sezon zaledwie 13 punktów za McLarenem. Sezon Leclerca wyróżnił się dzięki śródsezonowemu ulepszeniu, które pomogło Ferrari odzyskać konkurencyjność, ale nie wystarczyło to do zdobycia tytułu.
2025
Sezon 2025 przyniósł znaczące zmiany dla Ferrari. Carlos Sainz Jr. opuścił zespół, a Lewis Hamilton dołączył do Scuderia Ferrari. Debiut Hamiltona w Ferrari wywołał dużo ekscytacji i motywacji w zespole. Leclerc wyraził swoje zadowolenie z posiadania Hamiltona jako swojego partnera zespołowego i pozytywny wpływ, jaki miało to na dynamikę zespołu.

## Życie prywatne
Jego ojcem chrzestnym, kuzynem i mentorem był Jules Bianchi, kierowca Formuły 1, który zmarł w lipcu 2015 roku po wypadku w Grand Prix Japonii 2014.
W 2017 roku, gdy zmierzał po tytuł mistrza Formuły 2, jego ojciec Hervé walczył z poważną chorobą. Hervé Leclerc zmarł w czerwcu 2017 roku po miesiącu przebywania w śpiączce farmakologicznej, tuż przed wyścigiem w Baku. Leclerc nie zrezygnował z wyścigów i zdominował rywalizację, osiągając najszybsze okrążenie toru oraz zajmując pierwsze i drugie miejsce (po nałożeniu kary). Wyjawił, że wiedział o chorobie ojca od kilku miesięcy, ale nie mówił o tym publicznie, aby media nie upatrywały w tym powodu jego możliwie słabszych rezultatów. Później wyznał, że tuż przed śmiercią ojca skłamał mu o swoich planach na kolejny sezon i pomimo braku podpisanego kontraktu powiedział ojcu, że dostał angaż w zespole Formuły 1, co później rzeczywiście nastąpiło.
W latach 2015–2019 jego dziewczyną była Giada Gianni. Od 2020 roku do grudnia 2022 roku spotykał się z monakijską modelką Charlotte Siné, córką Emmanuela Siné, właściciela Société des Bains de Mer (m.in. kasyna w Monte Carlo).

## Wyniki
| Legenda oznaczeń w tabelach wyników Wyświetl szablon na nowej stronie | Legenda oznaczeń w tabelach wyników Wyświetl szablon na nowej stronie                                                                     |
| Oznaczenie                                                            | Wyjaśnienie |
| --------------------------------------------------------------------- | --- |
| Złoty                                                                 | Zwycięzca lub mistrzostwo |
| Srebrny                                                               | 2. miejsce lub wicemistrzostwo |
| Brązowy                                                               | 3. miejsce lub II wicemistrzostwo |
| Zielony                                                               | Ukończył, punktował (w klasyfikacji generalnej, gdy zdobył co najmniej jeden punkt na przestrzeni sezonu, poza trzema powyższymi opcjami) |
| Niebieski                                                             | Ukończył, nie punktował (w klasyfikacji generalnej, gdy nie zdobył co najmniej jednego punktu na przestrzeni sezonu)                      |
| Czerwony                                                              | Nie zakwalifikował się (NZ) |
| Czerwony                                                              | Nie prekwalifikował się (NPK) |
| Różowy                                                                | Nie ukończył (NU) |
| Różowy                                                                | Niesklasyfikowany (NS) (w klasyfikacji generalnej, gdy nie został sklasyfikowany w żadnym wyścigu sezonu)                                 |
| Czarny                                                                | Zdyskwalifikowany (DK) |
| Czarny                                                                | Wykluczony (WYK/EX) |
| Biały                                                                 | Nie wystartował (NW) |
| Biały                                                                 | Kontuzjowany (K/INJ) |
| Biały                                                                 | Wyścig odwołany (OD/C) |
| Bez koloru                                                            | Został wycofany (WYC/WD) |
| Bez koloru                                                            | Nie przybył (NP/DNA) |
| Bez koloru                                                            | Nie brał udziału w treningach (NT/DNP) |
| Bez koloru                                                            | Nie został zgłoszony (–) |
| Pogrubienie                                                           | Start z pole position |
| Kursywa                                                               | Najszybsze okrążenie wyścigu |
| †                                                                     | Nie ukończył, ale jego rezultat został zaliczony ze względu na przejechanie więcej niż 90% dystansu wyścigu.                              |
| *                                                                     | Sezon w trakcie |
| 1/2/3                                                                 | Punktowana pozycja w sprincie |
| Lista systemów punktacji Formuły 1                                    | |

### Seria GP3
| Rok  | Zespół         | Wyniki w poszczególnych eliminacjach | Wyniki w poszczególnych eliminacjach | Wyniki w poszczególnych eliminacjach | Wyniki w poszczególnych eliminacjach | Wyniki w poszczególnych eliminacjach | Wyniki w poszczególnych eliminacjach | Wyniki w poszczególnych eliminacjach | Wyniki w poszczególnych eliminacjach | Wyniki w poszczególnych eliminacjach | Wyniki w poszczególnych eliminacjach | Wyniki w poszczególnych eliminacjach | Wyniki w poszczególnych eliminacjach | Wyniki w poszczególnych eliminacjach | Wyniki w poszczególnych eliminacjach | Wyniki w poszczególnych eliminacjach | Wyniki w poszczególnych eliminacjach | Wyniki w poszczególnych eliminacjach | Wyniki w poszczególnych eliminacjach | Pkt. | Poz. |
| ---- | -------------- | ------------------------------------ | ------------------------------------ | ------------------------------------ | ------------------------------------ | ------------------------------------ | ------------------------------------ | ------------------------------------ | ------------------------------------ | ------------------------------------ | ------------------------------------ | ------------------------------------ | ------------------------------------ | ------------------------------------ | ------------------------------------ | ------------------------------------ | ------------------------------------ | ------------------------------------ | ------------------------------------ | ---- | ---- |
| 2016 | ART Grand Prix | ESP                                  | ESP                                  | AUT                                  | AUT                                  | GBR                                  | GBR                                  | HUN                                  | HUN                                  | GER                                  | GER                                  | BEL                                  | BEL                                  | ITA                                  | ITA                                  | MAL                                  | MAL                                  | ARE                                  | ARE                                  | 202  | 1    |
| 2016 | ART Grand Prix | 1                                    | 9                                    | 1                                    | NU                                   | 2                                    | 3                                    | 6                                    | 3                                    | 5                                    | 3                                    | 1                                    | 6                                    | 4                                    | NU                                   | 3                                    | 5                                    | NU                                   | 9                                    | 202  | 1    |

### Formuła 2
| Rok  | Zespół       | Wyniki w poszczególnych eliminacjach | Wyniki w poszczególnych eliminacjach | Wyniki w poszczególnych eliminacjach | Wyniki w poszczególnych eliminacjach | Wyniki w poszczególnych eliminacjach | Wyniki w poszczególnych eliminacjach | Wyniki w poszczególnych eliminacjach | Wyniki w poszczególnych eliminacjach | Wyniki w poszczególnych eliminacjach | Wyniki w poszczególnych eliminacjach | Wyniki w poszczególnych eliminacjach | Wyniki w poszczególnych eliminacjach | Wyniki w poszczególnych eliminacjach | Wyniki w poszczególnych eliminacjach | Wyniki w poszczególnych eliminacjach | Wyniki w poszczególnych eliminacjach | Wyniki w poszczególnych eliminacjach | Wyniki w poszczególnych eliminacjach | Wyniki w poszczególnych eliminacjach | Wyniki w poszczególnych eliminacjach | Wyniki w poszczególnych eliminacjach | Wyniki w poszczególnych eliminacjach | Pkt. | Poz. |
| ---- | ------------ | ------------------------------------ | ------------------------------------ | ------------------------------------ | ------------------------------------ | ------------------------------------ | ------------------------------------ | ------------------------------------ | ------------------------------------ | ------------------------------------ | ------------------------------------ | ------------------------------------ | ------------------------------------ | ------------------------------------ | ------------------------------------ | ------------------------------------ | ------------------------------------ | ------------------------------------ | ------------------------------------ | ------------------------------------ | ------------------------------------ | ------------------------------------ | ------------------------------------ | ---- | ---- |
| 2017 | Prema Racing | BHR                                  | BHR                                  | ESP                                  | ESP                                  | MON                                  | MON                                  | AZE                                  | AZE                                  | AUT                                  | AUT                                  | UK                                   | UK                                   | HUN                                  | HUN                                  | BEL                                  | BEL                                  | ITA                                  | ITA                                  | ESP                                  | ESP                                  | ARE                                  | ARE                                  | 282  | 1    |
| 2017 | Prema Racing | 3                                    | 1                                    | 1                                    | 4                                    | NU                                   | NU                                   | 1                                    | 2                                    | 1                                    | NU                                   | 1                                    | 5                                    | 4                                    | 4                                    | DSQ                                  | 5                                    | 17                                   | 9                                    | 1                                    | 7                                    | 2                                    | 1                                    | 282  | 1    |

### Formuła 1
| Rok  | Zespół                          | Samochód       | Silnik                  | Wyniki w poszczególnych eliminacjach | Wyniki w poszczególnych eliminacjach | Wyniki w poszczególnych eliminacjach | Wyniki w poszczególnych eliminacjach | Wyniki w poszczególnych eliminacjach | Wyniki w poszczególnych eliminacjach | Wyniki w poszczególnych eliminacjach | Wyniki w poszczególnych eliminacjach | Wyniki w poszczególnych eliminacjach | Wyniki w poszczególnych eliminacjach | Wyniki w poszczególnych eliminacjach | Wyniki w poszczególnych eliminacjach | Wyniki w poszczególnych eliminacjach | Wyniki w poszczególnych eliminacjach | Wyniki w poszczególnych eliminacjach | Wyniki w poszczególnych eliminacjach | Wyniki w poszczególnych eliminacjach | Wyniki w poszczególnych eliminacjach | Wyniki w poszczególnych eliminacjach | Wyniki w poszczególnych eliminacjach | Wyniki w poszczególnych eliminacjach | Wyniki w poszczególnych eliminacjach |       |   | Pkt. | Poz. |
| ---- | ------------------------------- | -------------- | ----------------------- | ------------------------------------ | ------------------------------------ | ------------------------------------ | ------------------------------------ | ------------------------------------ | ------------------------------------ | ------------------------------------ | ------------------------------------ | ------------------------------------ | ------------------------------------ | ------------------------------------ | ------------------------------------ | ------------------------------------ | ------------------------------------ | ------------------------------------ | ------------------------------------ | ------------------------------------ | ------------------------------------ | ------------------------------------ | ------------------------------------ | ------------------------------------ | ------------------------------------ | ----- | - | ---- | ---- |
| 2018 | Alfa Romeo Sauber F1 Team       | Sauber C37     | Ferrari 062 EVO 1,6 V6T | Australia                            | Bahrajn                              |                                      | Azerbejdżan                          | Hiszpania                            | Monako                               | Kanada                               | Francja                              | Austria                              | Wielka Brytania                      | Niemcy                               | Węgry                                | Belgia                               | Włochy                               | Singapur                             | Rosja                                | Japonia                              | Stany Zjednoczone                    | Meksyk                               | Brazylia                             |                                      |                                      |       |   | 39   | 13   |
| 2018 | Alfa Romeo Sauber F1 Team       | Sauber C37     | Ferrari 062 EVO 1,6 V6T | 13                                   | 12                                   | 19                                   | 6                                    | 10                                   | 18†                                  | 10                                   | 10                                   | 9                                    | NU                                   | 15                                   | NU                                   | NU                                   | 11                                   | 9                                    | 7                                    | NU                                   | NU                                   | 7                                    | 7                                    | 7                                    |                                      |       |   | 39   | 13   |
| 2019 | Scuderia Ferrari                | Ferrari SF90   | Ferrari 064 1,6 V6T     | Australia                            | Bahrajn                              |                                      | Azerbejdżan                          | Hiszpania                            | Monako                               | Kanada                               | Francja                              | Austria                              | Wielka Brytania                      | Niemcy                               | Węgry                                | Belgia                               | Włochy                               | Singapur                             | Rosja                                | Japonia                              | Meksyk                               | Stany Zjednoczone                    | Brazylia                             |                                      |                                      |       |   | 264  | 4    |
| 2019 | Scuderia Ferrari                | Ferrari SF90   | Ferrari 064 1,6 V6T     | 5                                    | 3                                    | 5                                    | 5                                    | 5                                    | NU                                   | 3                                    | 3                                    | 2                                    | 3                                    | NU                                   | 4                                    | 1                                    | 1                                    | 2                                    | 3                                    | 6                                    | 4                                    | 4                                    | 18†                                  | 3                                    |                                      |       |   | 264  | 4    |
| 2020 | Scuderia Ferrari                | Ferrari SF1000 | Ferrari 065 1,6 V6T     | Austria                              |                                      | Węgry                                | Wielka Brytania                      | Wielka Brytania                      | Hiszpania                            | Belgia                               | Włochy                               | Toskania                             | Rosja                                | Niemcy                               | Portugalia                           | Emilia-Romania                       | Turcja                               | Bahrajn                              | Bahrajn                              |                                      |                                      |                                      |                                      |                                      |                                      |       |   | 98   | 8    |
| 2020 | Scuderia Ferrari                | Ferrari SF1000 | Ferrari 065 1,6 V6T     | 2                                    | NU                                   | 11                                   | 3                                    | 4                                    | NU                                   | 14                                   | NU                                   | 8                                    | 6                                    | 7                                    | 4                                    | 5                                    | 4                                    | 10                                   | NU                                   | 13                                   |                                      |                                      |                                      |                                      |                                      |       |   | 98   | 8    |
| 2021 | Scuderia Ferrari Mission Winnow | Ferrari SF21   | Ferrari 065/6 1,6 V6T   | Bahrajn                              | Emilia-Romania                       | Portugalia                           | Hiszpania                            | Monako                               | Azerbejdżan                          | Francja                              |                                      | Austria                              | Wielka Brytania                      | Węgry                                | ‡                                    | Holandia                             | Włochy                               | Rosja                                | Turcja                               | Stany Zjednoczone                    | Meksyk                               |                                      | Katar                                | Arabia Saudyjska                     |                                      |       |   | 159  | 7    |
| 2021 | Scuderia Ferrari Mission Winnow | Ferrari SF21   | Ferrari 065/6 1,6 V6T   | 6                                    | 4                                    | 6                                    | 4                                    | NW                                   | 4                                    | 16                                   | 7                                    | 8                                    | 2                                    | NU                                   | 8                                    | 5                                    | 4                                    | 15                                   | 4                                    | 4                                    | 5                                    | 5                                    | 8                                    | 7                                    | 10                                   |       |   | 159  | 7    |
| 2022 | Scuderia Ferrari                | Ferrari F1-75  | Ferrari 066/7           | Bahrajn                              | Arabia Saudyjska                     | Australia                            | Emilia-Romania                       | Stany Zjednoczone                    | Hiszpania                            | Monako                               | Azerbejdżan                          | Kanada                               | Wielka Brytania                      | Austria                              | Francja                              | Węgry                                | Belgia                               | Holandia                             | Włochy                               | Singapur                             | Japonia                              | Stany Zjednoczone                    | Meksyk                               |                                      |                                      |       |   | 308  | 2    |
| 2022 | Scuderia Ferrari                | Ferrari F1-75  | Ferrari 066/7           | 1                                    | 2                                    | 1                                    | 62                                   | 2                                    | NU                                   | 4                                    | NU                                   | 5                                    | 4                                    | 12                                   | NU                                   | 6                                    | 6                                    | 3                                    | 2                                    | 2                                    | 3                                    | 3                                    | 6                                    | 46                                   | 2                                    |       |   | 308  | 2    |
| 2023 | Scuderia Ferrari                | Ferrari SF-23  | Ferrari 066/10 1.6 V6 t | Bahrajn                              | Arabia Saudyjska                     | Australia                            | Azerbejdżan                          | Stany Zjednoczone                    | Monako                               | Hiszpania                            | Kanada                               | Austria                              | Wielka Brytania                      | Węgry                                | Belgia                               | Holandia                             | Włochy                               | Singapur                             | Japonia                              | Katar                                | Stany Zjednoczone                    | Meksyk                               |                                      | Stany Zjednoczone                    |                                      |       |   | 206  | 5    |
| 2023 | Scuderia Ferrari                | Ferrari SF-23  | Ferrari 066/10 1.6 V6 t | NU                                   | 7                                    | NU                                   | 32                                   | 7                                    | 6                                    | 11                                   | 4                                    | 2                                    | 9                                    | 7                                    | 35                                   | NU                                   | 4                                    | 4                                    | 4                                    | 5                                    | DSQ3                                 | 3                                    | NW5                                  | 2                                    | 2                                    |       |   | 206  | 5    |
| 2024 | Scuderia Ferrari HP             | Ferrari SF-24  | Ferrari 066/12 1.6 V6 T | Bahrajn                              | Arabia Saudyjska                     | Australia                            | Japonia                              |                                      | Stany Zjednoczone                    | Emilia-Romania                       | Monako                               | Kanada                               | Hiszpania                            | Austria                              | Wielka Brytania                      | Węgry                                | Belgia                               | Holandia                             | Włochy                               | Azerbejdżan                          | Singapur                             | Stany Zjednoczone                    | Meksyk                               |                                      | Stany Zjednoczone                    | Katar |   | 356  | 3    |
| 2024 | Scuderia Ferrari HP             | Ferrari SF-24  | Ferrari 066/12 1.6 V6 T | 4                                    | 3                                    | 2                                    | 4                                    | 4                                    | 32                                   | 3                                    | 1                                    | NU                                   | 5                                    | 11                                   | 14                                   | 4                                    | 3                                    | 3                                    | 1                                    | 2                                    | 5                                    | 14                                   | 3                                    | 53                                   | 4                                    | 25    | 3 | 356  | 3    |

‡ – przyznano połowę punktów, gdyż zostało przejechane mniej niż 75% wyścigu.

### Podsumowanie
| Sezon | Seria                                 | Zespół                          | Wyścigi          | P1               | PP               | NO               | Podium           | Punkty           | Pozycja          |
| ----- | ------------------------------------- | ------------------------------- | ---------------- | ---------------- | ---------------- | ---------------- | ---------------- | ---------------- | ---------------- |
| 2014  | Europejski Puchar Formuły Renault 2.0 | Fortec Motorsports              | 6                | 0                | 0                | 0                | 3                | 0                | NS†              |
| 2014  | Alpejska Formuła Renault 2.0          | Fortec Motorsports              | 14               | 2                | 1                | 0                | 7                | 199              | 2                |
| 2015  | Europejska Formuła 3                  | Van Amersfoort Racing           | 44               | 4                | 3                | 5                | 13               | 363,5            | 4                |
| 2015  | Grand Prix Makau                      | Van Amersfoort Racing           | 1                | 0                | 0                | 0                | 1                | —                | 2                |
| 2016  | Seria GP3                             | ART Grand Prix                  | 18               | 3                | 4                | 4                | 8                | 202              | 1                |
| 2016  | Formuła 1                             | Haas F1 Team                    | Kierowca testowy | Kierowca testowy | Kierowca testowy | Kierowca testowy | Kierowca testowy | Kierowca testowy | Kierowca testowy |
| 2017  | Formuła 2                             | Prema Racing                    | 22               | 7                | 8                | 4                | 10               | 281              | 1                |
| 2017  | Formuła 1                             | Haas F1 Team                    | Kierowca testowy | Kierowca testowy | Kierowca testowy | Kierowca testowy | Kierowca testowy | Kierowca testowy | Kierowca testowy |
| 2017  | Formuła 1                             | Scuderia Ferrari                | Kierowca testowy | Kierowca testowy | Kierowca testowy | Kierowca testowy | Kierowca testowy | Kierowca testowy | Kierowca testowy |
| 2017  | Formuła 1                             | Sauber F1 Team                  | Kierowca testowy | Kierowca testowy | Kierowca testowy | Kierowca testowy | Kierowca testowy | Kierowca testowy | Kierowca testowy |
| 2018  | Formuła 1                             | Alfa Romeo Sauber F1 Team       | 21               | 0                | 0                | 0                | 0                | 39               | 13               |
| 2019  | Formuła 1                             | Scuderia Ferrari Mission Winnow | 21               | 2                | 7                | 4                | 10               | 264              | 4                |
| 2020  | Formuła 1                             | Scuderia Ferrari                | 17               | 0                | 0                | 0                | 2                | 98               | 8                |
| 2021  | Formuła 1                             | Scuderia Ferrari Mission Winnow | 21               | 0                | 2                | 0                | 1                | 159              | 7                |
| 2022  | Formuła 1                             | Scuderia Ferrari                | 22               | 3                | 9                | 3                | 11               | 308              | 2                |
| 2023  | Formuła 1                             | Scuderia Ferrari                | 21               | 0                | 4                | 0                | 6                | 206              | 5                |
| 2024  | Formuła 1                             | Scuderia Ferrari                | 21               | 3                | 3                | 3                | 11               | 356              | 3                |